# Заходское
Заходское (до 1948 — Лоунатйоки, фин. Lounatjoki) — посёлок в Красносельском сельском поселении Выборгского района Ленинградской области.

## Название
Топоним Лоунатйоки можно перевести как «Юго-западная река» или «Обеденная река». 
В августе 1948 года посёлок Лоунатйоки был переименован в Заходское в честь Героя Советского Союза Александра Ивановича Заходского, пулеметчика 142-й стрелковой дивизии, погибшего 10 июля 1941 года. 
Переименование было закреплено указом Президиума ВС РСФСР от 13 января 1949 года.

## История

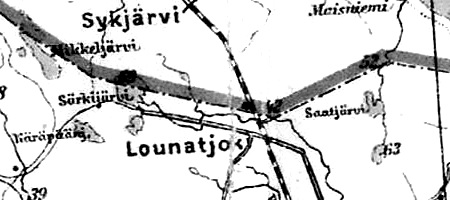
Деревня Лоунатйоки на финской карте 1923 года

До 1939 года деревня Лоунатйоки входила в состав волости Каннельярви Выборгской губернии Финляндской республики.
Согласно данным 1966, 1973 и 1990 годов  посёлок Заходское входил в состав Кирилловского сельсовета.
В 1997 году в посёлке Заходское Кирилловской волости проживали 23 человека, в 2002 году — 21 человек (русские — 90 %).
В 2007 году в посёлке Заходское Красносельского СП проживали 19 человек, в 2010 году — 39 человек.

## География
Посёлок расположен в восточной части района к западу от автодороги А181 (часть E 18) «Скандинавия» (Санкт-Петербург — Выборг — граница с Финляндией).
Расстояние до административного центра поселения — 18 км. 
В посёлке находится железнодорожная платформа Заходское. 
Через посёлок протекает ручей Серебристый. К юго-западу от посёлка находится Заходское болото.

## Демография
| 2007 | 2010 | 2017 | 2021 |
| ---- | ---- | ---- | ---- |
| 19   | ↗39  | ↘31  | ↗32  |

## Фото

Озеро Двойное. Лето 2006 года.
Один из фундаментов усадьбы Вейсса. Лето 2006 года.
Остатки кирпичного погреба бывшей усадьбы Мюллюпельто. Лето 2006 года.
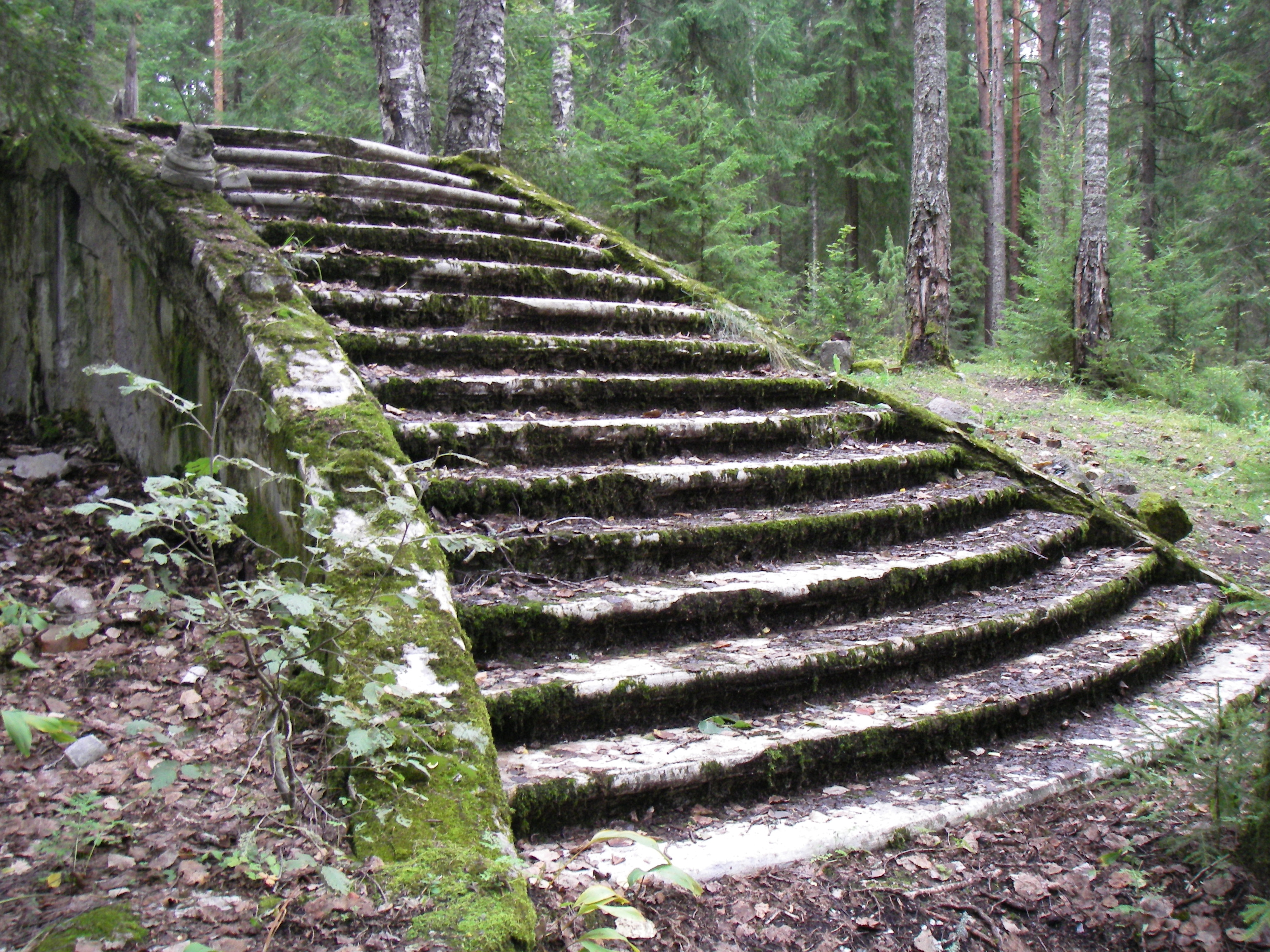
Развалины особняка Биенковских
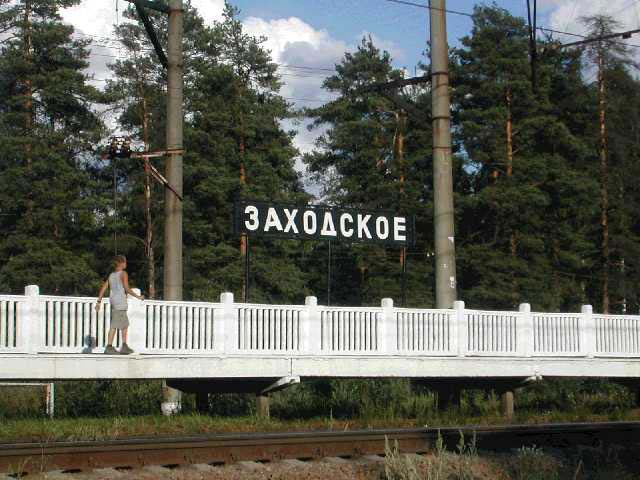
Железнодорожная платформа Заходское до реконструкции. Фото 2006 года
Грибной сосновый бор в Заходском близ автострады «Скандинавия»
Православная церковь в Лоунатйоки. Фото 1920-х годов
Озеро-разлив перед ж.д. мостом на речке Серебристой. Фото 2006 г.

## Улицы
Жемчужная, Садовая, Серебристая.